# Клероова једначина
 Клероова једначина је линеарна диференцијална једначина првог реда. Добила је име по математичару Алексису Клероу који ју је први решио. Ова једначина је специјалан случај Лагранжове једначине.
Облика је
{\displaystyle y=xy'+f(y')},
односно
{\displaystyle y(x)=x{\frac {dy}{dx}}+f\left({\frac {dy}{dx}}\right).}

## Решења Клероове једначине
Диференцирањем по x добија се једнакост
{\displaystyle {\frac {dy}{dx}}={\frac {dy}{dx}}+x{\frac {d^{2}y}{dx^{2}}}+f'\left({\frac {dy}{dx}}\right){\frac {d^{2}y}{dx^{2}}},}
одакле је, после скраћивања и груписања
{\displaystyle 0=\left(x+f'\left({\frac {dy}{dx}}\right)\right){\frac {d^{2}y}{dx^{2}}}.}
Овај производ је једнак нули ако је
{\displaystyle {\frac {d^{2}y}{dx^{2}}}=0}
или
{\displaystyle x+f'\left({\frac {dy}{dx}}\right)=0.}
У првом случају је dy/dx=C за неку константу C. Ако ово заменимо у Клероову једначину, добићемо фамилију функција које су задате са
{\displaystyle y(x)=Cx+f(C),\,}
што је опште решење Клероове једначине.
Друга једнакост,
{\displaystyle x+f'\left({\frac {dy}{dx}}\right)=0.}
има само једно решење y(x), које се назива сингуларним, а чији је график омотач свих графика општег решења. Сингуларно решење се обично записује у параметарском облику (x(p), y(p)), где је са p означено dy/dx.